# Trutholmen
Trutholmen, finska: Louesaari, är en ö i Finland. Den ligger i Finska viken och i kommunen Helsingfors i den ekonomiska regionen  Helsingfors i landskapet Nyland, i den södra delen av landet. Ön ligger nära Helsingfors.
Öns area är 5,4 hektar och dess största längd är 0,5 kilometer i öst-västlig riktning. Ön höjer sig omkring 15 meter över havsytan.